# Torre dei da Ponte

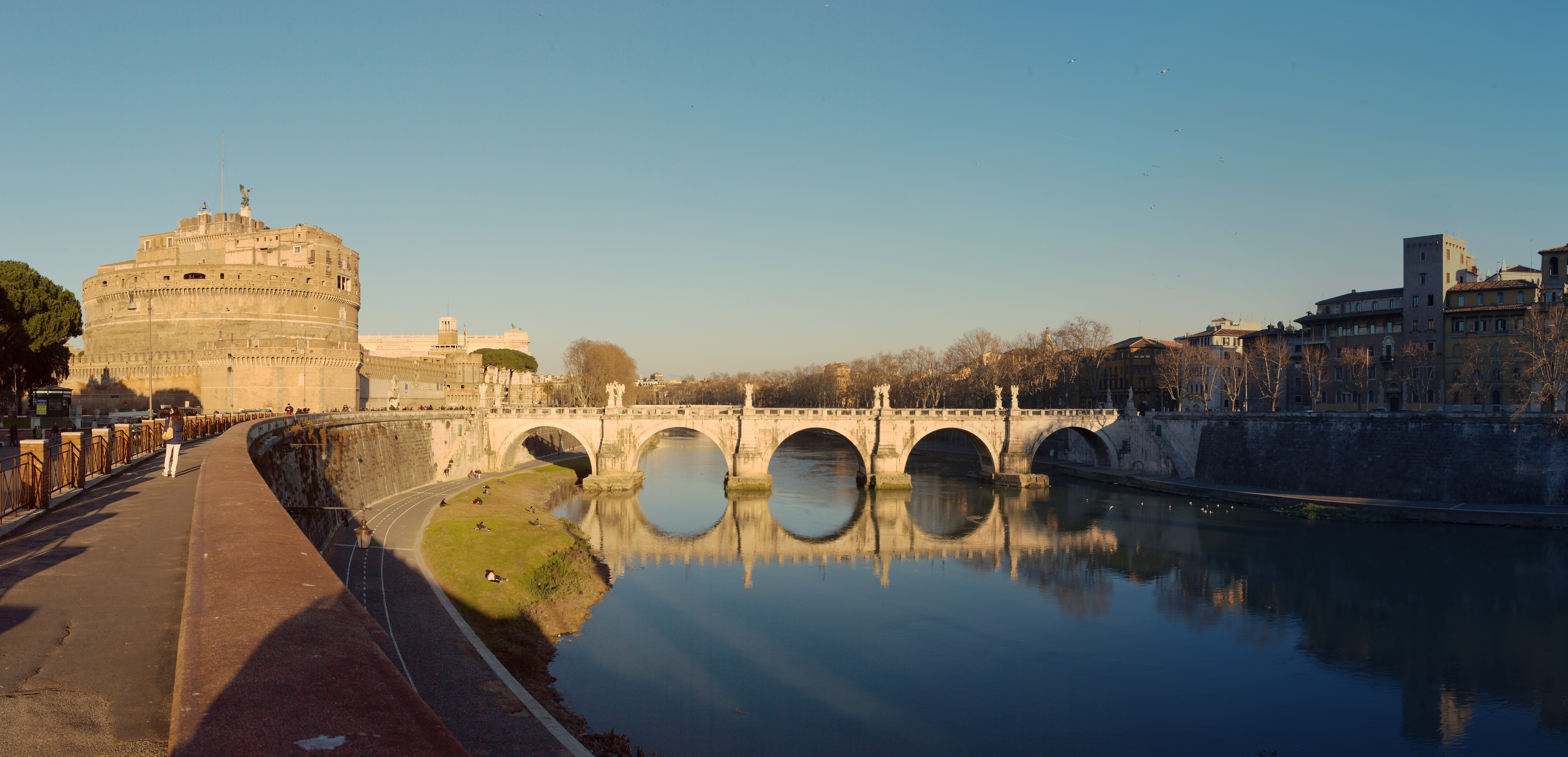
Engelsbrücke mit Engelsburg (links) und Torre dei da Ponte (rechts)

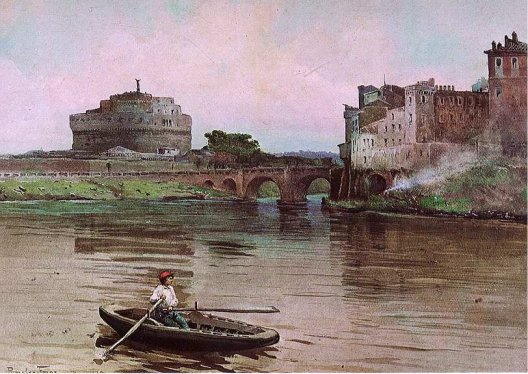
Roesler Franz’ Darstellung des Turms aus der Zeit um 1880

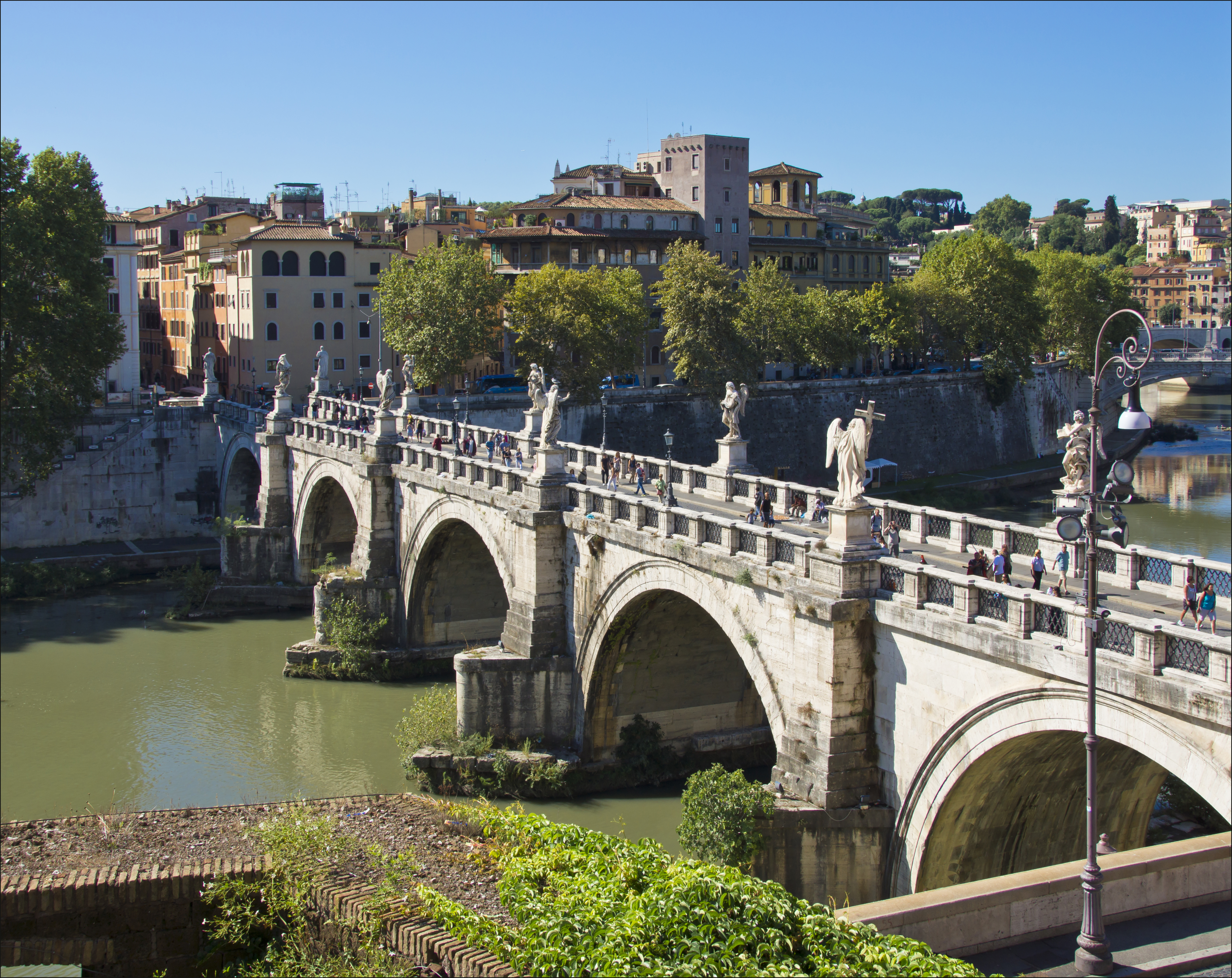
Im Hintergrund die Torre dei da Ponte

Die Torre dei da Ponte ist ein Turm in der Straße Lungotevere degli Altoviti 3 in Rom. Er befindet sich 80 Meter neben dem Brückenkopf der Engelsbrücke gegenüber der Engelsburg am Tiberufer und sicherte als Wach- und Wehrturm die Brücke und den Flussverkehr. Er hat eine quadratische Grundfläche von rund zehn auf zehn Metern.
Der Turm wurde vermutlich im 13. Jahrhundert erbaut. Auf einem Aquarellbild des Malers Ettore Roesler Franz um 1880 ist er noch in halb isolierter Lage – allerdings ohne Flachdach und Zinnen – zu sehen. Heute ist er von Bebauung eingeschlossen.